# Becontree
Becontree est une zone anglaise située au nord-est de Londres, dans le borough londonien de Barking et Dagenham.